# Осинівський ландшафтний заказник
Оси́нівський зака́зник — ландшафтний заказник місцевого значення в Україні. Розташований у Березівському районі Одеської області, поблизу села Осинівка. 
Площа 531 га. Створено згідно з рішенням облвиконкому від 30.12.1980 року № 795, перезатверджено рішенням облвиконкому від 02.10.1984 року № 493. Межі заказника регламентуються розпорядженням Ширяївської районної державної адміністрації від 16.07.2008 року № 244. Перебуває у віданні ДП «Ширяївське лісове господарство» (Ширяївське л-во, кв. 13-20). 
Створений для охорони штучного лісового масиву, висадженого на еродованих землях, який має природоохоронне та рекреаційне значення. На території заказника ростуть характерні для цієї зони породи дерев (здебільшого береза) та чагарників. 
Заказник розташований у кварталах 1—2 Ширяївського лісництва Ширяївського держлісгоспу, в межах урочища Осинівське. Згідно з даними екологічного обстеження 2003 року заказник розташований у кварталах 13—20 (згідно з останнім лісовпорядкуванням) та перебуває у задовільному стані.